# Solntsevia maculata
Solntsevia maculata är en tvåvingeart som först beskrevs av Ephraim Porter Felt 1908.  Solntsevia maculata ingår i släktet Solntsevia och familjen gallmyggor.
Artens utbredningsområde är New York. Inga underarter finns listade i Catalogue of Life.